# Hartwig Hausdorf
Hartwig Hausdorf (* 11. Dezember 1955) ist ein deutscher Autor, der zu parawissenschaftlichen Themen publiziert.
Hausdorf studierte an der Fachhochschule Weihenstephan Landespflege und Ökologie und an der Fachhochschule München Touristik. In seiner Diplomarbeit befasste sich Hausdorf mit Möglichkeiten der touristischen Entwicklungshilfe. Nach einer Anstellung bei einem Reiseveranstalter mit den Schwerpunkten Ostasien und China leitete er bis 1999 ein Reisebüro und organisierte Gruppenreisen. Seit 2002 ist er als freiberuflicher Autor und Forscher tätig.
Ein Publikationsschwerpunkt Hausdorfs ist die Prä-Astronautik. Besondere Beachtung erfuhr sein 1994 veröffentlichtes Erstlingswerk Die weisse Pyramide: ausserirdische Spuren in Ostasien, das in mehrere Sprachen übersetzt wurde.

## Werke
- Verschollen. 2022. ISBN 978-3-95652-326-7
- Mars Mysterien. Wettlauf zum Roten Planeten. 2020.
- Grenzerfahrungen. Abenteuer am Rande der Realität. 2019.
- Steinzeitmedizin. 2018.
- Götterkriege. Dramatische Eingriffe einer überlegenen Intelligenz. 2017.
- Die Botschaft der Megalithen. 2015.
- Götterbotschaft in den Genen. 2014.
- Ungelöste Rätsel der letzten 5000 Jahre. 2013.
- Das Chinesische Roswell. 2013.
- Götterbotschaft in den Genen. 2012.
- UFOs - Sie fliegen noch immer. 2010.
- Begegnungen mit dem Unfassbaren. 2008.
- Nicht von dieser Welt: Dinge, die es nicht geben dürfte. 2008.
- Animal PSI: die geheimnisvollen Fähigkeiten unserer Mitgeschöpfe. 2007.
- Bizarre Wirklichkeiten: auf geheimen Wegen ins Unbekannte. 2006.
- Geheime Geschichte. Band 3: Wer manipuliert den Lauf unserer Geschichte?. 2005.
- Kein Sonntagsforscher: das zeitlose Phänomen Erich von Däniken. 2005.
- Die Rückkehr der Drachen: den letzten lebenden Dinosauriern auf der Spur. 2003.
- Geheime Geschichte. Band 2: Die Verschwörung bei Tageslicht. 2003.
- Begegnung mit dem Unfassbaren: Reisen zu den geheimnisvollsten Stätten unserer Welt. 2002.
- Geheime Geschichte. Band 1: Was unsere Historiker verschweigen. 2002.
- Unheimliche Begegnungen der 5. Art: die schwärzeste Seite des UFO-Phänomens. 2002.
- Telepathie & Prophetie: Zukunftsvisionen und Traumwelten. 2001.
- Das Jahrhundert der Rätsel und Phänomene; 100 spektakuläre Fälle, geheime Ereignisse und mysteriöse Begebenheiten von 1900 bis 2000. 1999.
- Rückkehr aus dem Jenseits: das geheimnisvolle Phänomen der Wiedergeburt. 1998.
- UFO-Begegnungen der tödlichen Art: verstrahlte und verbrannte Augenzeugen; Todesflüge von Piloten; die grausamen Übergriffe der Außerirdischen. 1998.
- X-Reisen. Reiseführer zu den geheimnisvollsten Stätten dieser Welt. 1998.
- Wenn Götter Gott spielen: unsere Evolution kam aus dem All; die Schöpfung war programmiert. 1997.
- Satelliten der Götter: in Chinas verbotenen Zonen (mit Peter Krassa). 1995.
- Die weisse Pyramide: ausserirdische Spuren in Ostasien. 1994.

## Hörbücher
- Nicht von dieser Welt: Kleine Wesen mit großen Köpfen. Unerklärliche Phänomene. 2008.
- Nicht von dieser Welt: Das Sternentor in den Anden - Unerklärliche Phänomene. 2009.